# Gilbert & George Center
Das Gilbert & George Center wurde als Kunstmuseum von dem Künstlerpaar Gilbert Prouch und George Passmore im April 2023 im Londoner Eastend (Heneage Street, London E1) gegründet, um dort ausschließlich ihre eigenen Kunstwerke auszustellen.
Das Gilbert & George Centre im Stadtteil Spitalfields befindet sich in einem Brauereigebäude aus dem 19. Jahrhundert. Die Galerieräume auf drei Etagen bieten eine Ausstellungsfläche von rund 280 Quadratmeter. Das Haus wurde dem Architekturbüro Sirs Architects in Zusammenarbeit mit den beiden Künstlern umgebaut. Das Zugangstor zum Innenhof des Komplexes mit den Initialen G & G wurde nach einem Entwurf der beiden Künstler durchgeführt. Der Bau selbst steht auf der Shortlist verschiedenen Architekturpreise, wie den AJ Architecture Awards 2023 (Finalist, Cultural Category), BDA Brick Awards 2023 (Shortlisted, Public Category) und BDA Brick Awards 2023 (Shortlisted, Refurbishment Category).